# Camponotus bakeri
Camponotus bakeri é uma espécie de inseto do gênero Camponotus, pertencente à família Formicidae.